# Grad Zuilenburg
Grad Zuilenburg (nizozemsko Kasteel Zuilenburg) je gradič na Nizozemskem v kraju Overlangbroek, v občini Wijk bij Duurstede, provinci Utrecht. Gradič je znan tudi pod imeni   Zuylenburg, Zuijlenburg, Zuijlenborch in Mali (Klein) Zuilenburg.

## Zgodovina
Grad Zuilenburg se v virih prvič pojavi leta 1270. Po izkopu kanala Langbroekerweteringa leta 1122 se je začela melioracija na območju okoli Langbroeka, pri čemer se je Zuilenburg nahajal v tako imenovanem Vijftighoevenu, ki je bilo predzadnje pridobljeno območje. Njegovo izkoriščanje je prevzel stolni kapitelj Utrechta, ki mu je to ozemlje podelil škof Utrechta leta 1126. Kot že omenjeno, prvič srečamo ime Zuilenburg leta 1270 na seznamu gelderskih fevdov v Nederstichtu; grad je bil torej zgrajen v ali pred tem letom.
Gelderski vazal Giselbertus Sulenski je nato grad z gospostvom 'v allodiumu' (kot prosta lastnino) prenesel na grofa Gelderskega. Rodbina, ki ji je pripadal Gijsbertus, je prišla v Sticht iz dežele Kleveške med letoma 1225 in 1250. Gijsbertus je živel v Stichtu od leta 1244 in je bil leta 1247 šerif Jutphaasa. Gijsbert je morda je graditelj Zuilenburga. Zaradi njegove poroke z Berto Abcoudsko se je rodbina lahko imenovala tudi gospodje Abcoudski in so spremenili družinsko ime v Zuylenski Abcoudski.
Med letoma 1347 in 1360 je bil Gijsbreht III. Zuylenski Abcoudski gospod Abcoudski in Zuilenburški. Leta 1360 je grad Zuilenburg podelil v fevd Simonu Haarlemskemu, ki ga je okoli leta 1380 nasledil njegov sin Henrik Haarlemski.
Leta 1402 nenadoma srečamo viteza Amelisa uten Engha kot vazala. Ta Amelis prihaja iz pomembne plemiške družine v Utrechtu in je bil tudi gospod Uten Engški (blizu Vleutena) in Amelisweerdski. Grad je bil v lasti te rodbine sedem generacij in več kot dvesto let, čeprav na tem gradu niso živeli: grad je bil prazen ali oddan v najem. Ko je Amelis III. Utenengški leta 1538 umrl, ni imel moških potomcev in njegova hči Filipota uten Engška je postala lastnica gradu. Poročila se je z Joostom I. Amstelskim Mijndenskim in tako je Zuilenburg prišel v last te rodbine. Ko je Filipota leta 1616 umrla, jo je nasledil njen sin Joost II..
Čeprav ta rodbina ni živela na gradu, ji je lastništvo Zuilenburga dalo status, saj je bil priznan kot viteški dvor. V stranskem portalu cerkve v Overlangbroeku je v steno vzidan nagrobnik nekdanjega grobnega oboka rodbine Uten Engških. Prvotno je bila tam tudi spominska tabla v spomin na mladega Joosta I. Amstelskega Mijndenskega, ki je leta 1553 umrl pri triinštiridesetih letih. Ta pozlačena bronasta plošča nam v reliefu prikazuje Amstelsko Mijndenska-Uten Engška zakonca in njunega sina Joosta II. ter osemčetrtinski grb pokojnika. Ta spominska plošča se zdaj nahaja v samostanu Konventa Katarine v Utrechtu. V kripti je bil pokopan tudi leta 1503 umrli Berent uten Engški, ki je zaradi porušenega cerkvenega kora izginil.
Rodbina Amstelskih Mijndenskih je bila lastnik gradu skoraj celotno 17. stoletje; v gradu navadno niso stanovali, ampak so ga dajali v najem. Vnuk Jakob zgoraj omenjene Filipote je bil gospod Loenerslootski, ter Aaški, Oucoopski in Cuylenburški in je bil lastnik Zuilenburga od približno 1616 do 1632. Po njegovi smrti ga je nasledil njegov drugi sin Gerit Amstelski Mijndenski, ki ga je imel v lasti več kot šestdeset let.
Leta 1693 je Gerit Amstelslki Mijndenski umrl in grad so prodali Kornelisu Weedejskemu, ki je bil lastnik zelo kratek čas, saj je istega leta umrl. Nasledila ga je njegova hči Kornelija Everardina Žaneta Weedejska. Poročila se je z Johanom Viljemom grofom Efferenskim in konec leta 1719 sta prodala Zuilenburg Janezu Beuningenskemu. Ta je bil gospod Darthuysenski, amsterdamski trgovec in bankir, leta 1713 pa ga je cesar Karel V. povzdignil v cesarsko plemstvo. Nazadnje je postal guverner Curaçaa in tam naslednjega leta 1720 umrl.
Naslednji lastnik pridobi grad Zuilenburg z nakupom, verjetno z namenom hitrega dobička. Njegovo ime je Friderik Verwout, ki je grad že naslednje leto prodal.
Novi kupec je spet plemič, in sicer Reinier baron Reedejski in gospodar Ginckelski, Middachtenski in Ruhenberški. Zahvaljujoč nakupu Zuilenburga lahko sodeluje v viteštvu Utrechta. Leta 1721 mu je umrla mati in mu je zapustila grad Middachten, ki pa je bil močno obremenjen z dolgovi. Več kot petindvajset let je bil tudi lastnik Zuilenburga. Umrl je leta 1747 neporočen in grad je podedoval drugi bratranec: Friderik Kristjan Reinhard Reedejski. Grad je konec leta 1768 prodal sinu svoje tete. Ta bratranec, Reinout Diderik baron Tuylski Serooskerkenski je bil nato lastnik gradu šestnajst let.
Baron Tuylski Serooskerkenski, ki je postal novi lastnik, se je lahko imenoval ne le gospod Zuilenburški, ampak tudi svobodni gospod Heezejski in Leendejski. Ta rodbina je ohranila lastništvo gradu do sredine 19. stoletja. Leta 1841 je bil Zuilenburg dan na dražbo, nato pa ga je kupil Arnoud Viljem baron Brienenski, gospod Groote Lindtski. Po njegovi smrti leta 1854 ga je nasledil njegov sin Viljem Diderik Arnold Marija, ki je bil lastnik le devet let. Grad je nasledil njegov sin Arnold Nikolaj Justinus Marija. Poročil se je z Marijo Lujzo Otelino Niagaro Tuylsko Serooskerkensko in bil lastnik štirideset let. Po njegovi smrti leta 1903 je grad podedovalo njegovih 5 hčera, ki so ga imele v lasti še osem let.
Leta 1911 je bil Zuilenburg ponovno prodan na dražbi. Kupila ga je župnija nizozemske reformirane cerkve v Overlangbroeku. Za kakšen namen je župnija kupila hišo, ni znano. Nato je bil pet let pozneje prodan Pavlu Loebu iz Haarlema.
Pavel se je takrat imenoval Loeb Zuilenburški in dal leta 1919 obnoviti grad in zgraditi nov vrt. Po Pavlovi smrti leta 1964 so grad podedovali njegovi otroci. Hčerka Emi Loeb je odkupila svojo sestro Pavlino in brata Pavla, s čimer je postala edina lastnica. Poročena je z zdravnikom JAF Backerjem. Po temeljiti prenovi gradu je v njem stalno živela od leta 1974 do svoje smrti 22. marca 2017.

### Opis zgradbe
Sedanji Zuilenburg je sestavljen iz enonadstropne kleti in ima dimenzije 11,8 x 7,3 metra. Morda gre za ostanke srednjeveškega stanovanjskega stolpa. Stavba ima stene debeline 1,3 metra na treh straneh in je zgrajena s samostanskimi kalupi, ki merijo 29,5 x 14 x 7 cm, ki so bili razširjeni v 14. stoletju. Zanimivo je, da se ti zidovi tik nad površjem rahlo odmikajo, kar nakazuje, da je grad prvotno stal neposredno z obzidjem v jarku. Najstarejša risba gradu Roelanta Roghmana iz leta 1646 ali 1647 ne kaže, da bi grad stal neposredno z obzidjem v jarku, ampak da je okrog hiše zemeljski zid.
Klet ima banjasti obok, na eni strani, strani Langbroekerdijka, pa sta v steni dva srednjeveški strelski reži. Sprednja fasada Zuilenburga ima steno, ki je debela le 0,7 metra in to ne more biti zunanja stena. Če pogledamo risbo, ki jo je naredil Roelant Roghman, vidimo hišo, ki je sestavljena iz dveh vzporednih traktov, ki imata stopničasto dvokapnico in ju pokriva dvokapna streha. Vsak trakt je imel klet z dvema nadstropjema in mansardo nad njo. Če primerjamo grad na tej sliki s sedanjo hišo, ima spodnji del zadnjega trakta veliko podobnosti.
To pomeni, da je bil prednji trakt po letu 1646 porušen. Kaže tudi, da je imel ta trakt tanjše stene, z zidanim dimnikom in zato ni bil srednjeveški. V grad se je vstopilo skozi vhod s streho v tem traktu. Do vhoda so prišli po lesenem mostu čez jarek.
Po smrti Jakoba Amstelskega Mijndenskega leta 1632 je bil narejen popis grajske posesti. Tako dobimo več informacij o postavitvi gradu. V grad so vstopali v prvem nadstropju in tam je bila spodnja soba z nišo, vežo in drugo 'saletje' (sobico). Iz veže se je dalo vstopiti v kuhinjo, ki je bila tudi v tem nadstropju.
V prvem nadstropju je bila 'soba nad saelom', soba nad 'prodajo', ena nad kuhinjo in soba za služabnike. Zasnova gradu je bila zelo preprosta in ljudje so v njem le redko živeli. Rodbina je običajno živela na gradu Loenersloot ali v mestni hiši Loenersloot na Nieuwe Gracht v Utrechtu.
Velik del gradu je bil med letoma 1646 in 1731 porušen. Prizaneseno je bilo samo zadnjemu traku in le kleti ter nadstropju. Porušili so tudi krilo in podstrešje, na preostalem delu pa zgradili štirikapno streho, pokrito s strešniki. Glede na simetrično razporeditev čelne fasade in uporabo križnih oken se predvideva, da je prenova potekala med letoma 1650 in 1700. Grad nima več dimnika, zato je verjetno služil le kot poletna rezidenca. Družina Reedejskih verjetno sploh ni uporabljala Zuilenburga, ker je imela dostop do gradov Middachten in Amerongen.
V 18. in 19. stoletju se je grad malo spremenil. Šele leta 1916 je ponovno prišlo do obnove. Tega leta je kamnite zunanje stopnice zamenjalo leseno stopnišče. Nato je leta 1919 sledila nova prenova. Takratni lastnik je v pritličju naredil nov vhod, zunanje stopnice in vrata v nadstropju pa so odstranili.

### Prebivalci gradu
Grad Zuilenburg  je imel skozi stoletja veliko različnih lastnikov: 

1270 Gijsbreht I. Zuylenski, poročen z Berto Abcoudejsko
 
- 1287 Sveder I. Zuylenski (sin), poročen s Petronelo Beusihemsko
 
1287 - 1300 Gijsbreht II. Zuylenski Abcoudejski (sin) 

1300 - 1347 Sveder II. Zuylenski Abcoudejski (sin), poročen z Mabelijo Arkelsko 

1347 - 1360 Gijsbreht III. Zuylenski Abcoudejski (sin) 

1360 - 1380 Simon Haarlemski 

1380 - 1402 Henrik Haarlemski (sin) 

1402 vitez Amelis uten Engški

- okoli 1450 Bernard I. Utenengških gospod Den Engški (sin) 

približno 1450 - 1515 Amelis II. Utenengški gospod Den Engški (sin) 

1515 - 1529 Bernard III. Utenengški (vnuk), poročen z Johano OverdeVechtsko 
 
1529 - 1538 Amelis III. Utenengški (sin, poročen z Vilhelmino Doorniško

1540 - 1616 (?) Filipota uten Engška (hči), poročena z Joostom I. Amstelskim Mijndenskim 

1615 Joost II. Amstelski Mijndenski (sin), poročen z Vilhelmino Voorstsko 

1616 - 1633 Jakob Amstelski Mijndenski (sin), poročen z Marijo Spaarnwoudsko 

1633 (1636) - 1693 Gerit Amstelski Mijndenski (sin), poročen z Ano Brakelsko 

1693 Kornelis Weedejski (nakup) 

1693 - 1708 Johana Antonija Lyndenska (vdova) 

1708 - 1719 Kornelija Everardina Žaneta Weedejska (hči) , poročena z Johanom Viljemom grofom Efferenskim 

1719 - 1720 Janez Beuningenski (nakup) 

1720 - 1721 Friderik Verwout (nakup) 

1721 - 1747 Reinhard Reedejski Amerongenski, gospod Ginkelski (nakup) 

1747 - 1768 Friderik Kristjan Reinhard Reedejski (nečak ) 

1768 - 1784 Reinout Diderik baron Tuylski Serooskerkenski (bratranec, nakup) 

1785 - 1834 Janez Diderik Tuylski Serooskerkenski (sin), poročen z Johano Katerino Westrenensko 

1834 - 1841 Reinout Karel baron Tuylski Serooskerkenski (sin) , poročen z Marijo Nežo Marseliško Hartsinck 

1841 - 1854 Arnoud Viljem baron Brienenski (nakup) 

1854 - 1863 Viljem Diderik Arnold Marija Brienenski Groote Lindtski (sin) poročen z Ido Šarloto Nikoleto baronico Selby 

1863 - 1903 Arnold Nikolaj Justinus Marija Brienenski Groote Lindtski (sin), poročen z Marijo Luizo Otelino Niagaro Tuylsko Serooskerkensko 

1903 - 1911 dediči Arnolda Nikolaja Brienenskega Groote Lindtskega (5 hčera) 

1911 - 1916 Dekanija Nizozemske reformirane cerkve v Overlangbroek 

1916 - 1942 Pavel Loeb Zuylenburški 

1942 - 1964 otroci prejšnjega 

1964 Emi Loeb (hčerka), poročena z zdravnikom JAF Backerjem

## Stanje gradu
Velika večina gradu je porušena: od dveh stanovanjskih traktov je delno ohranjen spodnji del levega.
Grad in vrt nista dostopna, še vedno je zasebno naseljena.